# 淮口站
淮口站是位于四川省成都市金堂县淮口镇，达成铁路的一个铁路车站，邮政编码610404。车站建于1997年，设1台6线(其中正线1股，到发线5股；另设货物线1股，电厂专用线1条)，现仅办货运业务，不办理客运业务。车站及其上下行区间均已电气化。隶属成都铁路局，是四等站。车站南侧紧邻遂成铁路淮口南站。
站台线长320米，候车室面积300平方米，售票窗口1个，广场面积2500平方米（已拆除）。

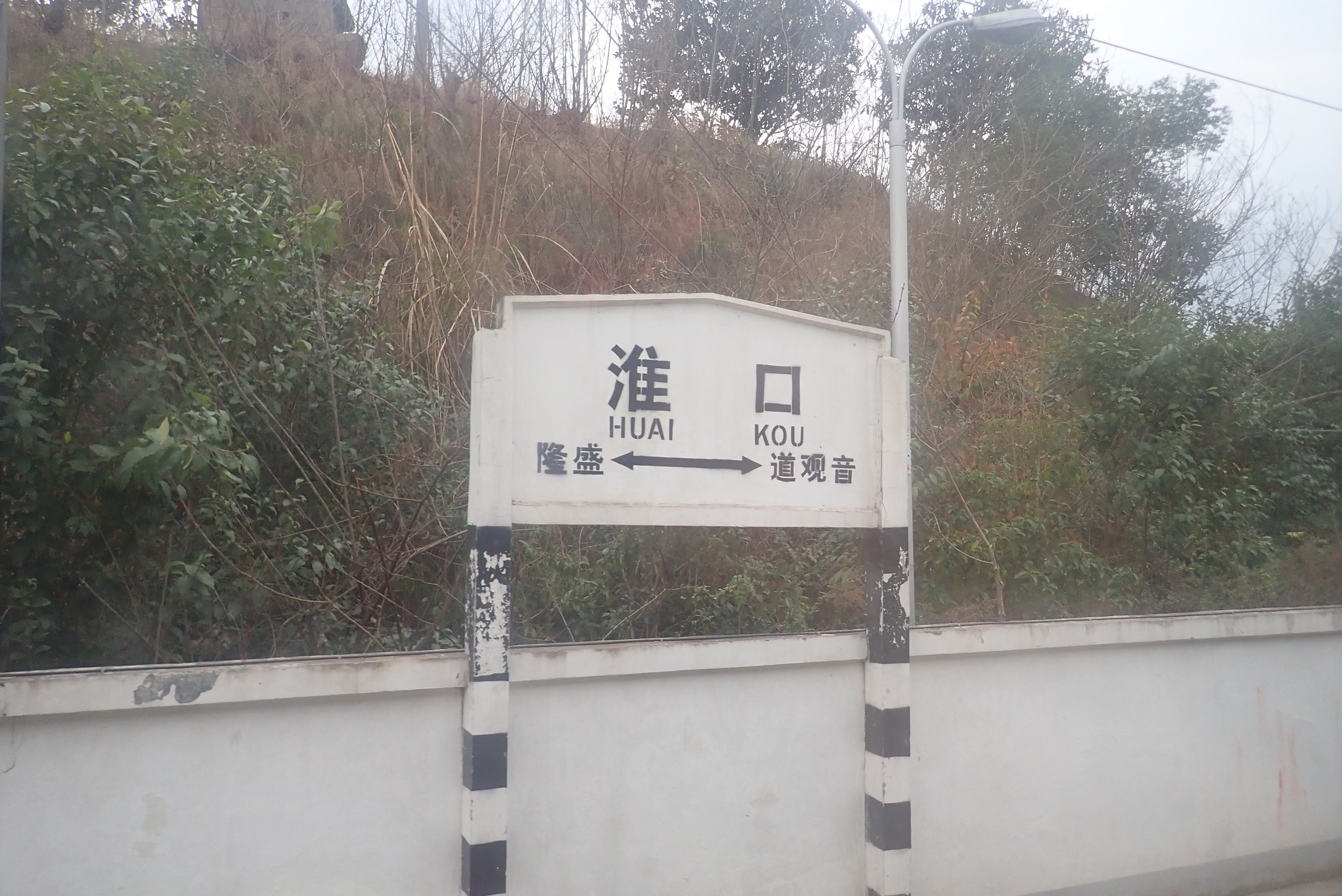
2019年，列车上拍摄的淮口站站牌